# Centro Internacional de Altos Estudios Agronómicos del Mediterráneo
El Centro Internacional de Altos Estudios Agronómicos del Mediterráneo (CIHEAM, por sus siglas en francés) es una organización intergubernamental con sede en París, que fue creada en 1962 por iniciativa del Consejo de Europa y de la Organización para la Cooperación y el Desarrollo Económico, mediante un acuerdo entre los gobiernos de siete países: España, Francia, Grecia, Italia, Portugal, Turquía y la antigua Yugoslavia. Tiene como objetivo el desarrollo de la agricultura sostenible, la seguridad alimentaria y el desarrollo de zonas rurales y costeras del área mediterránea. Colabora con numerosas organizaciones internacionales y regionales.
En la actualidad, el ciheam se compone de trece Estados miembros, a saber: Albania, Argelia, Egipto, España, Francia, Grecia, Italia, El Líbano, Malta, Marruecos, Portugal, Túnez y Turquía. ). 

## Institutos
El ciheam cuenta con 4 Institutos con sede en Bari (Italia), La Canea (Grecia), Montpelier (Francia) y Zaragoza (España), así como la Secretaría General en París.
- Istituto agronomico mediterraneo di Bari (IAM).
- Μεσογειακό Αγρονομικό Ινστιτούτο Χανίων (ΜΑΙΧ).
- Institut agronomique méditerranéen de Montpellier (IAMM).
- Instituto Agronómico Mediterráneo de Zaragoza (IAMZ).

## Publicaciones
Las publicaciones del ciheam incluyen:
- Mediterra: publicada cada dos años, en inglés y francés, Mediterra es la publicación emblemática del CIHEAM. Ofrece un análisis de los principales desafíos vinculados a la agricultura, la alimentación y las zonas rurales en el Mediterráneo.
- Watchletter: lanzada en 2007, esta publicación electrónica trimestral ofrece análisis específicos sobre cuestiones emergentes en el Mediterráneo.
- Options Méditerranéennes: se basa en el trabajo científico realizado por los cuatro institutos CIHEAM y promueve el trabajo de profesores, investigadores y colaboradores.
- New Medit: revista mediterránea de economía, agricultura y medio ambiente.